# Max Beerbohm

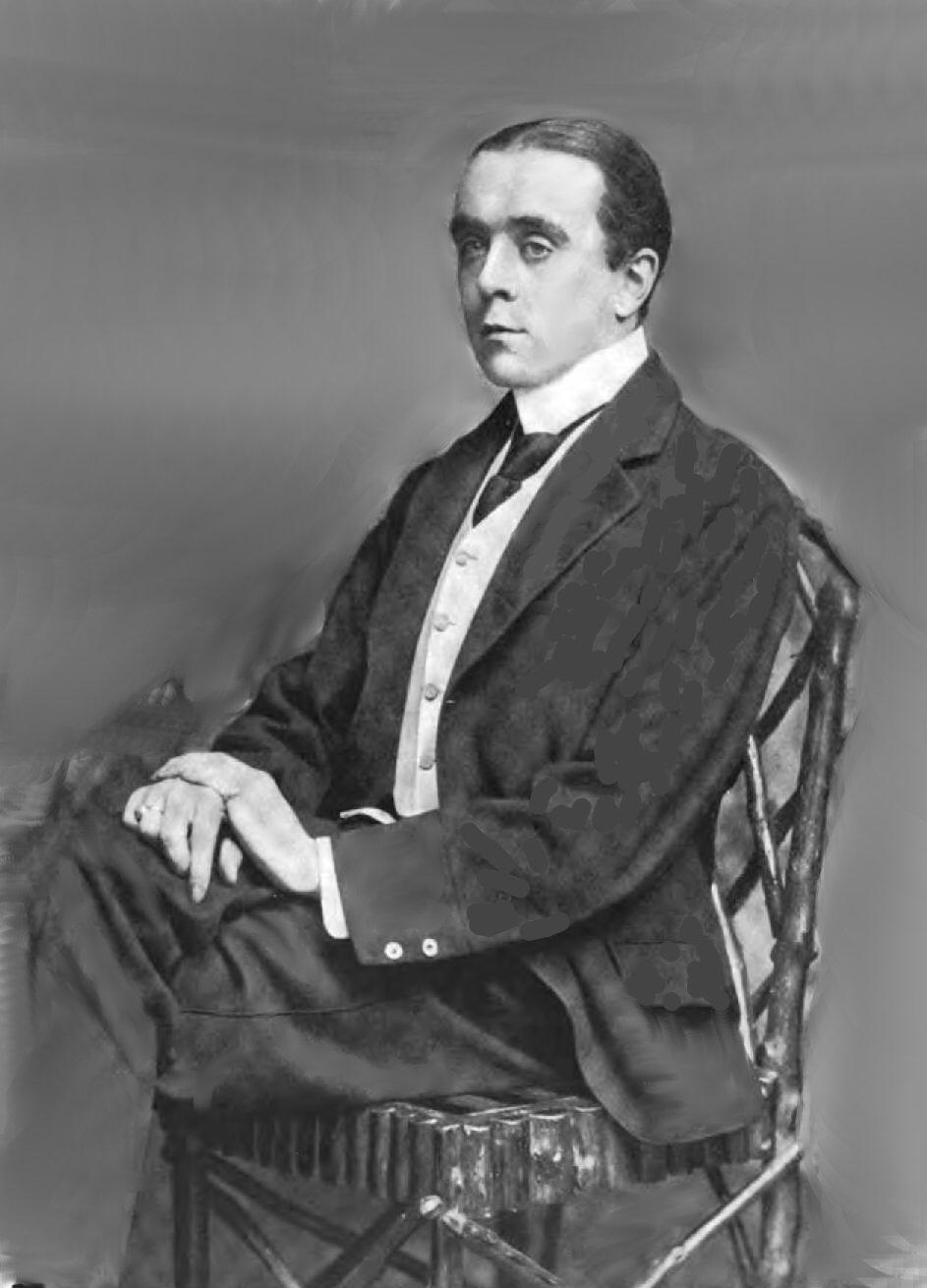
Max Beerbohm, 1901

Sir Henry Maximilian Beerbohm (* 24. August 1872 in London; † 20. Mai 1956 in Rapallo, Italien) war ein britischer Parodist und Karikaturist.

## Leben
Er wurde in London, England, als das jüngste von neun Kindern des aus Litauen stammenden Getreidehändlers Julius Ewald Edward Beerbohm (1811–1892) geboren. Seine Mutter war Eliza Draper Beerbohm (um 1833–1918), die zweite Gattin und Schwester der verstorbenen ersten Gattin seines Vaters. Einer seiner älteren Halbbrüder war der Schauspieler und Produzent Sir Herbert Beerbohm Tree. Er besuchte die Charterhouse School und das Merton College; noch in der Schule fing er zu schreiben an. Einige seiner Werke erschienen im Yellow Book (1894). Als junger Mann durchreiste er die USA als Pressesprecher für das Theaterunternehmen seines Bruders.
Sein erstes Buch, The Works of Max Beerbohm (dt. Die Arbeiten des Max Beerbohm), erschien 1896. 1898 ersetzte er George Bernard Shaw als Schauspielkritiker für die Saturday Review (eines englischen Magazins), wo er bis 1910 unter Vertrag blieb. Ab 1935 arbeitete er unregelmäßig als Radiomoderator.
Eines seiner bekanntesten Werke ist A Christmas Garland (1912), eine Parodie auf Literaturstile. Auch bekannt ist Seven Men (1919), welches Enoch Soames (englisch) enthält, die Erzählung von einem Poeten, der einen Pakt mit dem Teufel schließt, um herauszufinden, wie die Nachwelt ihn in Erinnerung behalten wird. 1911 schrieb er seinen einzigen Roman, Zuleika Dobson. Andere Arbeiten sind in The Happy Hypocrite (1897) gesammelt. Im Jahre 1939 wurde er als Knight Bachelor („Sir“) in den Adelsstand erhoben.
1910 heiratete Beerbohm die Schauspielerin Florence Kahn, eine US-amerikanische Jüdin. Nach deren Hinscheiden seit 1951 verwitwet, heiratete er dort am 20. April 1956, bereits zu Tode erkrankt, die aus Oberschlesien nach England emigrierte Jüdin und ehemalige Sekretärin Gerhart Hauptmanns – sowie später Rudolf G. Bindings –, Elisabeth Jungmann, um sie rechtlich und finanziell abzusichern. Mit ihr war das Ehepaar Beerbohm schon seit Jahrzehnten freundschaftlich eng verbunden gewesen.
1943 wurde er als auswärtiges Ehrenmitglied in die American Academy of Arts and Letters gewählt.

## Bücher aus Max Beerbohms Werken

### Schriftliche Werke
- The Works of Max Beerbohm, with a Bibliography by John Lane. 1896
- More. 1899
- Yet Again. 1909
- Zuleika Dobson; or, An Oxford Love Story. 1911    
  - Max Beerbohm: Suleika Dobson. Eine Liebesgeschichte aus Oxford, übersetzt von Joachim Kalka. Klett-Cotta Vlg. 1987
- A Christmas Garland, Woven by Max Beerbohm. 1912
- Seven Men. 1919
- Herbert Beerbohm Tree: Some Memories of Him and of His Art. 1920, hrsg. von Max Beerbohm
- And Even Now. 1920
- A Peep into the Past. 1923
- Around Theatres. 1924
- A Variety of Things. 1928
- The Dreadful Dragon of Hay Hill. 1928
- Lytton Strachey: The Rede Lecture. 1943
- Mainly on the Air. 1946; erweiterte Auflage 1957
- The Incomparable Max: A Collection of Writings of Sir Max Beerbohm. 1962
- Max in Verse: Rhymes and Parodies. 1963, hrsg. von J. G. Riewald
- Letters to Reggie Turner. 1964, hrsg. von Rupert Hart-Davis
- More Theatres, 1898–1903. 1969, hrsg. von Rupert Hart-Davis
- Max and Will: Max Beerbohm and William Rothenstein: Their Friendship and Letters. 1975, hrsg. von Mary M. Lago and Karl Beckson
- Letters of Max Beerbohm: 1892–1956. 1988, hrsg. von Rupert Hart-Davis
- Last Theatres. 1970, hrsg. von Rupert Hart-Davis
- A Peep into the Past and Other Prose Pieces. 1972
- Max Beerbohm and "The Mirror of the Past". 1982, hrsg. von Lawrence Danson
  - Max Beerbohm: Dandys & Dandys. Ausgesuchte Essays und Erzählungen. Hrsg. und übersetzt von Eike Schönfeld. Haffmans Verlag. Zürich 1989

### Karikatursammlungen
- Caricatures of Twenty-Five Gentlemen. 1896
- The Poets' Corner. 1904 (1943: King Penguin Books 12)
- A Book of Caricatures. 1907
- Cartoons: The Second Childhood of John Bull. 1911
- Fifty Caricatures. 1913
- A Survey. 1921
- Rossetti and His Circle. 1922
- Things New and Old. 1923
- Observations. 1925
- Heroes and Heroines of Bitter Sweet. 1931 (five drawings in a portfolio)
- Max's Nineties: Drawings 1892–1899. 1958, hrsg. von Rupert Hart-Davies und Allan Wade
- Beerbohm's Literary Caricatures: From Homer to Huxley. 1977, hrsg. von J. G. Riewald
- Max Beerbohm Caricatures. 1997, hrsg. von N. John Hall

## Sekundärliteratur
- S. N. Behrman: Portrait of Max. 1960
- David Cecil: Max: A Biography of Max Beerbohm. 1964, reprint 1985
- Lawrence Danson: Max Beerbohm and the Act of Writing. 1989
- John Felstiner: The Lies of Art: Max Beerbohm's Parody and Caricature. 1973
- A. H. Gallatin: Bibliography of the Works of Max Beerbohm. 1952
- A. H. Gallatin: Max Beerbohm: Bibliographical Notes. 1944
- Ira Grushow: The Imaginary Reminiscences of Max Beerbohm. 1984
- N. John Hall: Max Beerbohm: A Kind of a Life. 2002
- Rupert Hart-Davis: A Catalogue of the Caricatures of Max Beerbohm. 1972
- Bohun Lynch: Max Beerbohm in perspective. Publisher: Alfred A. Knopf New York, 1922
- Bruce J. McElderderry: Max Beerbohm. 1971
- J. G. Riewald: Sir Max Beerbohm, Man and Writer: A Critical Analysis with a Brief Life and Bibliography. 1953
- J. G. Riewald: The Surprise of Excellence: Modern Essays of Max Beerbohm. 1974
- Robert Viscusi: Max Beerbohm, or the Dandy Dante: Rereading with Mirrors. 1986
- Max Beerbohm in: Twenty-four portraits. Text and drawings by William Rothenstein. Publisher: George Allen, London, 1920